# Mach mal Pause
Mach mal Pause ist eine wöchentlich erscheinende deutsche Service-Zeitschrift mit Ratgeberfunktion, die vom Pabel-Moewig Verlag (einem Tochterunternehmen der Bauer Media Group) herausgegeben wird. Der Redaktionssitz ist Hamburg. Chefredakteurin ist (Stand 2020) Claudia Beckers.

## Inhalt und Schwerpunkte
Neben Rätseln und Gewinnspielen beinhaltet Mach mal Pause einen Unterhaltungs- und einen Serviceteil zu Themen wie Wellness, Gesundheit, Ernährung und Reisen.

## Auflage und Verbreitung
Mach mal Pause erreicht eine verkaufte Auflage von 57.799 (IVW II/2020) und erreicht damit rund 0,51 Millionen Leser (Stand: 2020).